# Doris Kreiß
Doris Kreiß (* 29. April 1945 in Erfurt; † 16. April 2007 in Dresden) war eine deutsche Keramikerin.

## Leben
Kreiß, die wenige Tage vor Ende des Zweiten Weltkriegs geboren worden war, absolvierte von 1961 bis 1964 eine Gebrauchswerberlehre und studierte anschließend bis 1968 Kunsterziehung an der Pädagogischen Hochschule Dresden. Von 1967 bis 1968 arbeitete sie beim Keramikmaler Hans Meyer in Bischofswerda. Zwischen 1969 und 1974 absolvierte Kreiß ein Gaststudium an der HfBK Dresden bei Gottfried Bammes und Gerhard Kettner sowie im Bereich Schriftgestaltung. Danach war sie von 1974 bis 1979 als wissenschaftliche Assistentin an der TU Dresden, Sektion Berufspädagogik, Kunstgeschichte/Ästhetik tätig. An der Fachschule für Kindergärtnerinnen in Dresden arbeitete Doris Kreiß von 1979 bis 1984 als Lehrerin. Anschließend war sie von 1984 bis 1986 Einzelschülerin beim Dresdner Bildhauer W. Kuhle. Von 1985 bis 1989 gestaltete Kreiß als Einzelschaffende Keramik und Ausstellungen. Ab 1990 war sie freischaffend als Keramikerin tätig. Sie stellte ihre Werke in Dresden, Goslar, Hamburg, Koblenz und im Barockschloss Rammenau aus. Ab 1991 hatte Doris Kreiß eine freie grafische Tätigkeit im Bereich der Werbegrafik für Handel und Messen inne und nahm Lehraufträge an der EHS Dresden, an der BA Sachsen und an privaten Bildungseinrichtungen an.
Von 1972 bis 1996 wohnte Kreiß in der denkmalgeschützten Villa am 1. Steinweg 5 in Dresden-Loschwitz. Ihr Atelier befand sich an der Krügerstraße 13 im Oberloschwitzer Ortsteil Schöne Aussicht. Ab 1996 hatte sie ihre Wohnung und das Atelier an der Hutbergstraße 3 im Dresdner Stadtteil Rochwitz. Dort eröffnete sie am 17. Juni 2000 ihre Galerie „Design und Kunst“. Seitdem kuratierte Kreiß ständige Ausstellungen und belebte als Galeristin Bauhaustraditionen wieder. Anfang 2007 wohnte sie in der Dresdner Straße 72 im Stadtteil Pillnitz. Im April 2007 starb sie kurz vor ihrem 62. Geburtstag nach schwerer Krankheit. Ihr Grab befindet sich auf dem Hosterwitzer Friedhof.

## Werk
Mit architekturnahen und klaren Formen wollte Kreiß eine Ordnung in ihre Keramiken bringen. Sie montierte gebaute Teile an die gedrehten Formen und schuf dadurch Kontraste. Farblich beschränkte sich Doris Kreiß im Wesentlichen auf warme Brauntöne, die mit den offenen, rauen und gekratzten Oberflächen sowie den gewischten Engoben und Mattglasuren die Erdverbundenheit des Materials zeigen sollten. Sie arbeitete mit eingewalzten handeingefärbten Tonen. Eine Besonderheit sind die gedrehten Kleinplastiken, denen Doris Kreiß auf der Töpferscheibe eine Grundform gab, die sie anschließend zur endgültigen Gestalt verformte.